# Pandanus nemoralis
Pandanus nemoralis är en enhjärtbladig växtart som beskrevs av Elmer Drew Merrill och Lily May Perry. Pandanus nemoralis ingår i släktet Pandanus och familjen Pandanaceae. Inga underarter finns listade.